# Человек-шмель
Человек-Шмель (англ. Bumblebee Man) — персонаж мультсериала «Симпсоны», озвучен Хэнком Азарией, появляется на телевизионном шоу на «Канале Очо», одетым в костюм шмеля в роли ведущего несмешного и бессмысленного комедийного шоу. В эпизоде «Team Homer», на его рубашке для боулинга прикреплено имя «Педро». Он работает на той же студии, что и Кент Брокман.
Человек Шмель никогда не снимает свой костюм; единственным исключением является эпизод «22 Short Films About Springfield», где показана небольшая зарисовка его жизни. В этой зарисовке мы видим, что его неуклюжесть абсолютно врожденное свойство, а отнюдь не наигранное. В конце концов, его дом разваливается, а жена бросает, не желая более терпеть его характер. В этом эпизоде мы также видим, что у него есть чихуахуа — собака мексиканской породы.
В «Bart Gets Famous», он говорит с четко британским акцентом, но в комментариях к эпизоду это обозначили как ошибку. Обычно Человек-Шмель произносит только простые и популярные испанские приговоры, да и то на ломаном испанском. Вот его некоторые коронные фразы: «¡Ay, ay, ay, no me gusta!» («Мне это не нравится!»), «¡Ay, ay, ay, no es bueno!» («Это не хорошо!») и «¡Ay, Dios no me ama!» («Бог не любит меня!»). Довольно часто его фразы произносятся на лжеиспанском языке. В эпизоде «22 короткометражных фильма о Спрингфилде» есть несколько таких примеров: дятел на испанском языке не «wudpequero» (измененное англ. woodpecker), а «pájaro carpintero». Такой лжеиспанский был использован для того, чтобы англоговорящие зрители всё понимали.
Человек-шмель является карикатурой на главного героя мексиканского телесериала «Красный кузнечик», образ которого был создан и воплощён мексиканским телевизионным комиком Роберто Гомесом Боланьесом, известным по прозвищу «Чеспирито», и его шоу, состоящее из глуповатых шуток, нередко возводимых в степень яркой буффонады. Создатели образа Человека-шмеля говорили, что когда бы они ни смотрели «Univision» (американский испаноязычный телеканал), такой типаж всегда присутствовал там, а потому они создали Человека-шмеля, который вроде бы постоянно летает в воздухе, как и соответствующий типаж на испаноязычном телеканале.
Одежда Человека-шмеля основана на костюме, использовавшемся в скетче «Пчёлы-убийцы» из юмористической телепередачи «Saturday Night Live».
Хэнк Азария в 2003 году получил Прайм-тайм премию «Эмми» в номинации «За выдающееся озвучивание» за озвучивание Человека-шмеля и некоторых других персонажей.